# Lonerism
| Recensione    | Giudizio |
| ------------- | -------- |
| Rockol        | [ 4 ]    |
| Rolling Stone | [ 5 ]    |
| Allmusic      | [ 6 ]    |

Lonerism è il secondo album di Tame Impala. È stato pubblicato il 5 ottobre 2012 dalla Modular Recordings ed ha ottenuto un buon successo commerciale raggiungendo il 1º posto della classifica australiana degli album più venduti.

## Tracce
Tutte le Tracce sono scritte e arrangiate da Kevin Parker, eccetto "Apocalypse Dreams" e "Elephant", scritte da Kevin Parker e Jay Watson
1. Be Above It 3:21
2. Endors Toi 3:06
3. Apocalypse Dreams 5:56
4. Mind Mischief 4:31
5. Music to Walk Home By 5:12
6. Why Won't They Talk to Me? 4:46
7. Feels Like We Only Go Backwards 3:12
8. Keep on Lying 5:54
9. Elephant 3:31
10. She Just Won't Believe Me 0:57
11. Nothing That Has Happened So Far Has Been Anything We Could Control 6:01
12. Sun's Coming Up 5:20
13. Led Zeppelin (iTunes bonus track†) 3:08
14. Beverly Laurel (Deluxe Edition bonus track†) 3:07

## Formazione
- Kevin Parker –produzione, voce, tutti gli strumenti eccetto:
- Jay Watson – piano in "Apocalypse Dreams" e "Elephant"
- Melody Prochet – voce narrante in "Nothing That Has Happened So Far Has Been Anything We Could Control"
- Dave Fridmann – mixer
- Greg Calbi – mastering
- Leif Podhajsky – Grafica
- Matthew C. Saville – studio fotografico

## Classifiche
| Classifica (2021) | Posizione massima |
| ----------------- | ----------------- |
| Grecia            | 22                |